# Mirleft
Mirleft es un pueblo de la provincia de Tiznit en Marruecos de la región de Sus-Masa. 
Es un destino turístico importante en el que destaca la práctica del surf.

## Referencias

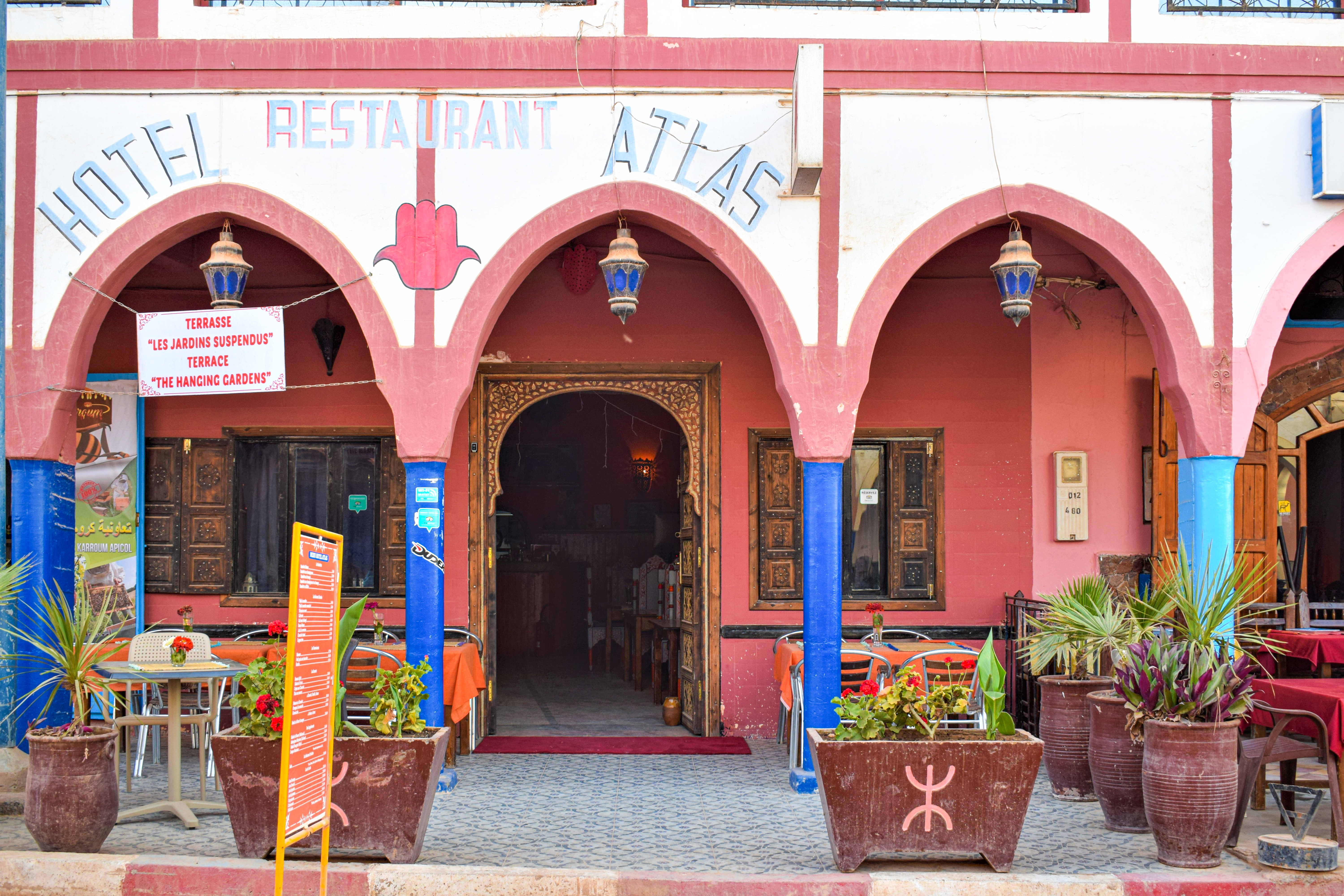
Hotel Restaurante Atlas